# ホンダ・NS-1
NS-1（エヌエス-ワン）は、本田技研工業がかつて製造販売していた排気量49ccのオートバイ（原動機付自転車）である。

## 車両解説
型式名A-AC12。1991年1月22日発表、同年2月15日発売。通称はエヌワン（N1）。搭載されるAC08E型水冷2ストローク単気筒エンジンはA-AC08型MBX50・50F用に開発されたもので先代となるNS50Fからのキャリーオーバーである。 
本モデル最大の特徴はフルカウルを装着したスーパースポーツバイクでありながら、通常モデルでは燃料タンクに相当する部分が、メットインスペースとなっている点にある。メーカーは本モデルのメットインスペースをラゲッジボックス、いわゆる小物入れであると称しており、ヘルメットの収納を積極的に謳ってはいない。しかしながら、本モデルのメットインスペースの容積は、同排気量クラスのバイクであるホンダ・トゥデイのメットインスペース（22L）と比較しても大きく（24L）、フルフェイスヘルメットは無論、システムヘルメットとも通称される、体積の大きいフリップアップ型のフルフェイスヘルメットも収納できる。実際にカタログ上では、一般的なフルフェイスヘルメットを収納して、なお余裕のある写真が掲載されている。
また車格も中型の自動二輪車に比肩し、同排気量の国産バイクとしては、車両体積において最大クラスであり、全長も初代RS50（1875mm）を上回る1905mmに及ぶ。その性能と外観から、初代RS50と同じ車格（全長1875mm）を持つヤマハTZR50/TZR50Rと人気を二分した。このほか、部品点数の多いモデルである一方、スライドメタルを始めとする一部の部品がシュリンク、最適化される等、ダイエットが図られた。その結果、性能・外観・使い勝手の三者を両立させたモデルでありつつ、乾燥重量で100kgを切る軽量化を実現している。
1995年2月14日発表、同月23日発売された。後に以下のマイナーチェンジが実施された。
- ヘッドライトを「横長型1灯」からコンペティションモデルとなるRVFをイメージした「丸目2灯型」に変更。
- CDI点火装置の電源を交流式から直流式へ変更。
- ジェネレーターを小型化。
- 低中速域の安定性改善を目的としたインテークチャンバーの装着。
- カウルの素材をABS樹脂から強化ABS樹脂に変更。
- カラーリングの変更。

1997年に本田技研工業はオートバイエンジンの4ストローク化方針を発表し、本モデルは1999年に製造が終了した。

## アフターマーケット

### 整備
同型のエンジンを搭載するNS50F、NSR50、MBX50・50F用の部品が流用できるなど、競合車に比べ、純正品、社外品共にアフターパーツが充実しており、カスタムパーツも多数存在する。加えてNS-1には、エンジンの周囲にアクセスしやすく、フレームにエンジンを組み付けたまま、腰上をオーバーホールできる長所もある。これらの理由から、メンテナンスが容易で、非常に自由度の高いチューニングも可能である。当車は1991年の発売開始から、1年ないし2年の間隔でマイナーチェンジを繰り返したが、1996年に発売された、最終モデルにラインナップされるスパークリングシルバーメタリックモデル（NSB50VⅡ）だけは、1998年の最後のマイナーチェンジ後も引き続き販売され続け、当車の生産が終了するまで、4年以上の長期に渡って販売された。そのため、ひときわ多くのアフターパーツが供給されている。

### 競技用専用車
モリワキエンジニアリングによる、本モデルをベースとした競技用専用車があり、鈴鹿サーキットにおいて、小排気量クラスのコースレコードを記録している。2021 年現在も、その記録は更新されていない。

### 純正オプション部品
全年式で、純正オプションに、レーサーレプリカモデルとしては例の少ないリヤキャリアが設定され、メットインとの相乗効果により高い車載性を実現できる。NS-1が生産終了となった1999年、三栄書房株式会社によるNS-1の設計者インタビューにおいて、当初、NS-1は「バックシートパッドやリアキャリアを装着した状態で販売されるはずであった」ことと「コスト削減のために何れも省略せざるを得なかった」ことの二点の事情が明かされた。実際、年式に関わらず、全てのNS-1のガソリンタンクには、リアキャリアの固定を前提としたネジ穴が切られており、純正シートカウルの裏面にも、全年式の製品において例外なく、リアキャリアやバックシートパッドを装着するために、製造時に抜く位置を示す切り欠き加工が残されたまま出荷されている。このような理由から、純正のリアキャリアやバックシートパッドの装着は、機能面の向上やドレスアップを目的とした、いわゆるカスタムではなく「NS-1を本来あるべき姿に復元する整備」であるとも言え、特に後者の理由をもって、当該オプションを探す当車のファンも存在する。しかしながら、オプション扱いとなったリアキャリアは、NS-1専用の純正アクセサリとして、車体の販売と共に連結子会社のホンダアクセスから併売こそされていたものの、NS-1用のアルティメーター（高度計）やアナログ時計、電圧計、専用フレームガード、専用バックシートパッドと共に、一部のカタログの片隅にしか掲載されておらず、僅かな数しか流通しなかった。何れの純正オプションも、NS-1が生産終了した1999年には終売となり、車体の保安部品や、性能維持部品でもなかった影響から、再生産部品の候補に含まれることもなく、年を追うごとに入手が難しくなっている。

### 派生車種
NSR75
スペインの現地法人であるモンテッサ・ホンダが製造販売。本モデルのフレームにNSR80のエンジンを搭載したモデルで、メットインスペースがガソリンタンクに変更されている。また、本来ガソリンタンクが存在する位置は空洞となり、その代わりにタンデムフレームが組まれ、タンデム装備が追加された。スピードメーターは目盛が120km/hまで刻まれた汎用製品に変更され、サイドスタンド警告灯と、サイドスタンドセンサーが省略された。